# اولئا
اولِه‌آ (به اسپانیایی: Ulea) یکی از شهرداری‌های کومارکای شرقی و در بخش خودمختار مورسیا در کشور اسپانیا قرار دارد. تا سال ۲۰۱۳ مساحت این شهرداری ۴۰ کیلومتر مربع و جمعیت آن ۹۳۵ تَن می‌باشد.